# Клишкауцы (Сынжерейский район)
Клишкауцы (рум. Clişcăuţi, Клишкэуць) — село в Сынжерейском районе Молдавии. Наряду с сёлами Препелица, Михайловка и Шестачь входит в состав коммуны Препелица.

## География
Село расположено на высоте 90 метров над уровнем моря.

## Население
По данным переписи населения 2004 года, в селе Клишкэуць проживает 177 человек (86 мужчин, 91 женщина).
Этнический состав села:
| Национальность | Число жителей | Процентный состав |
| -------------- | ------------- | ----------------- |
| украинцы       | 102           | 57.63             |
| молдаване      | 66            | 37.29             |
| русские        | 8             | 4.52              |
| румыны         | 1             | 0.56              |
| Всего          | 177           | 100%              |